# أولو بك
أولو بك (بالتركية: Ulubey, Ordu)‏ هي بلدة ومُديريَّة تقع في ولاية أردو بتركيا. تصل مساحتها إلى 303.7 كم²، وترتفع عن سطح البحر حوالي 602 م.